# دو و میدانی در المپیک تابستانی ۱۹۰۴
دو و میدانی در بازی‌های المپیک تابستانی ۱۹۰۴ نام رویداد ورزش دو و میدانی در بازی‌های المپیک تابستانی بود که در سال ۱۹۰۴ برگزار شد.

## نتایج
| رویداد              | طلا | نقره                                                                                               | برنز                                   |
| ۶۰ متر              | آرچی هان · ایالات متحده آمریکا                                                                                                | ویلیام هوگنسون · ایالات متحده آمریکا                                                               | فای مولتون · ایالات متحده آمریکا       |
| ۱۰۰ متر             | آرچی هان · ایالات متحده آمریکا                                                                                                | ناتالی کارتمل · ایالات متحده آمریکا                                                                | ویلیام هوگنسون · ایالات متحده آمریکا   |
| ۲۰۰ متر             | آرچی هان · ایالات متحده آمریکا                                                                                                | ناتالی کارتمل · ایالات متحده آمریکا                                                                | ویلیام هوگنسون · ایالات متحده آمریکا   |
| ۴۰۰ متر             | هری هیلمن · ایالات متحده آمریکا                                                                                               | فرانک والر · ایالات متحده آمریکا                                                                   | هرمان گرومن · ایالات متحده آمریکا      |
| ۸۰۰ متر             | جیمز لایتبادی · ایالات متحده آمریکا                                                                                           | هاوارد والنتین · ایالات متحده آمریکا                                                               | امیل بریتکروتس · ایالات متحده آمریکا   |
| ۱۵۰۰ متر            | جیمز لایتبادی · ایالات متحده آمریکا                                                                                           | فرانک ورنر · ایالات متحده آمریکا                                                                   | لیسی هرن · ایالات متحده آمریکا         |
| ماراتن              | توماس هیکس · ایالات متحده آمریکا                                                                                              | آلبر کوره · فرانسه                                                                                 | آرتور ال. نیوتون · ایالات متحده آمریکا |
| ۱۱۰ متر با مانع     | فردریک شوله · ایالات متحده آمریکا                                                                                             | تادئوس شیدلر · ایالات متحده آمریکا                                                                 | لسلی اشبورن · ایالات متحده آمریکا      |
| ۲۰۰ متر با مانع     | هری هیلمن · ایالات متحده آمریکا                                                                                               | فرانک کاستلمن · ایالات متحده آمریکا                                                                | جرج پواژ · ایالات متحده آمریکا         |
| ۴۰۰ متر با مانع     | هری هیلمن · ایالات متحده آمریکا                                                                                               | فرانک والر · ایالات متحده آمریکا                                                                   | جرج پواژ · ایالات متحده آمریکا         |
| ۲۵۹۰ متر با مانع    | جیمز لایتبادی · ایالات متحده آمریکا                                                                                           | جان دالی · بریتانیای کبیر                                                                          | آرتور ال. نیوتون · ایالات متحده آمریکا |
| ۴ مایل رقابتی تیمی  | ایالات متحده آمریکا (USA) · New York AC · آرتور ال. نیوتون · جورج آندروود · پل پیلگریم · هاوارد والنتین · دیوید کورتیس مانسون | تیم مختلط (ZZX) · Chicago AA · جیمز لایتبادی · فرانک ورنر · لیسی هرن · آلبر کوره (FRA) · سیدنی هتچ | none awarded                           |
| پرش طول             | مایر پرینستین · ایالات متحده آمریکا                                                                                           | دانیل فرانک · ایالات متحده آمریکا                                                                  | رابرت استانگلند · ایالات متحده آمریکا  |
| پرش سه‌گام           | مایر پرینستین · ایالات متحده آمریکا                                                                                           | فرد انگلهارت · ایالات متحده آمریکا                                                                 | رابرت استانگلند · ایالات متحده آمریکا  |
| پرش ارتفاع          | ساموئل جونز · ایالات متحده آمریکا                                                                                             | گرت سروس · ایالات متحده آمریکا                                                                     | پاول وین‌اشتاین · آلمان                 |
| پرش با نیزه         | چارلز دوراک · ایالات متحده آمریکا                                                                                             | لروی سامز · ایالات متحده آمریکا                                                                    | لوئیس ویلکینز · ایالات متحده آمریکا    |
| پرش طول ایستاده     | ری آوری · ایالات متحده آمریکا                                                                                                 | چارلز کینگ · ایالات متحده آمریکا                                                                   | جان بیلر · ایالات متحده آمریکا         |
| پرش سه‌گانه ایستاده  | ری آوری · ایالات متحده آمریکا                                                                                                 | چارلز کینگ · ایالات متحده آمریکا                                                                   | جوزف ستدلر · ایالات متحده آمریکا       |
| پرش ارتفاع ایستاده  | ری آوری · ایالات متحده آمریکا                                                                                                 | جوزف ستدلر · ایالات متحده آمریکا                                                                   | لاوسون رابرتسون · ایالات متحده آمریکا  |
| پرتاب وزنه          | رالف رز · ایالات متحده آمریکا                                                                                                 | وسلی کو · ایالات متحده آمریکا                                                                      | لورنس فویرباخ · ایالات متحده آمریکا    |
| پرتاب دیسک          | مارتین شریدان · ایالات متحده آمریکا                                                                                           | رالف رز · ایالات متحده آمریکا                                                                      | نیکلاس گاندانتاس · یونان               |
| پرتاب چکش           | جان فلاناگان · ایالات متحده آمریکا                                                                                            | جان دویت · ایالات متحده آمریکا                                                                     | رالف رز · ایالات متحده آمریکا          |
| پرتاب وزنه ۵۶ پوندی | اتین دسمارتو · کانادا | جان فلاناگان · ایالات متحده آمریکا                                                                 | جیمز میچل · ایالات متحده آمریکا        |
| سه‌گانه              | مکس امریک · ایالات متحده آمریکا                                                                                               | جان گریب · ایالات متحده آمریکا                                                                     | ویلیام مرز · ایالات متحده آمریکا       |
| تمام مواد           | تام کیلی · بریتانیای کبیر | ادام گان · ایالات متحده آمریکا                                                                     | تراکستون هر · ایالات متحده آمریکا      |

## جدول مدال‌ها
| رتبه | کشور                | طلا | نقره | برنز | مجموع |
| ۱    | ایالات متحده آمریکا | ۲۳  | ۲۳   | ۲۲   | ۶۸    |
| ۲    | بریتانیای کبیر      | ۱   | ۱    | ۰    | ۲     |
| ۳    | کانادا              | ۱   | ۰    | ۰    | ۱     |
| ۴    | تیم مختلط           | ۰   | ۱    | ۰    | ۱     |
| ۵    | آلمان               | ۰   | ۰    | ۱    | ۱     |
| ۵    | یونان               | ۰   | ۰    | ۱    | ۱     |
| *    | مجموع مدال‌ها        | ۲۵  | ۲۶   | ۲۳   | ۷۴    |

## کشورهای شرکت کننده
در این رقابت‌ها ۲۳۳ ورزشکار از ۱۰ کشور به رقابت با یک دیگر پرداختند.
- استرالیا (۲)
- کانادا (۵)
- کوبا (۱)
- آلمان (۹)
- بریتانیای کبیر (۳)
- یونان (۱۰)
- مجارستان (۲)
- آفریقای جنوبی (۳)
- سوئیس (۱)
- ایالات متحده آمریکا (۱۹۷)